# Elisabetta Rocca
Elisabetta Rocca (ur. 28 sierpnia 1976 w Broni) – włoska matematyczka, od 2018 profesor Uniwersytetu w Pawii. W pracy naukowej zajmuje się równaniami różniczkowymi cząstkowymi oraz zastosowaniami matematyki w mechanice i naukach o życiu.

## Życiorys
W 1999 ukończyła studia z matematyki na Uniwersytecie w Pawii. Stopień doktora uzyskała w 2004 na tej samej uczelni, promotorem doktoratu był Gianni Gilardi. Po doktoracie pracowała na Uniwersytecie Mediolański i w niemieckim Weierstraß-Institut für Angewandte Analysis und Stochastik (WIAS). W 2016 związała się ponownie z Uniwersytetem w Pawii, gdzie od 2018 jest profesorem.
Swoje prace publikowała m.in. w „Mathematical Methods in the Applied Sciences”, „Nonlinearity”, „Journal of Differential Equations” i „Archive for Rational Mechanics and Analysis”.
W roku 2010 zdobyła prestiżowy ERC Starting Grant. W 2016 była jedną z głównych prelegentek na European Congress of Mathematics, a w 2019 wyróżnioną prelegentką (keynote speaker) na konferencji Dynamics, Equations and Applications (DEA 2019).